# Batalla de Altalena
La Batalla de Altalena fue un violento enfrentamiento que tuvo lugar en junio de 1948 entre las recién creadas Fuerzas de Defensa de Israel y el Irgún, un grupo paramilitar judío que estaba a punto de integrarse en las FDI. El enfrentamiento tuvo lugar entre las FDI y un buque de carga llamado Altalena, capitaneado por el marino mercante Monroe Fein y dirigido por el comandante Eliyahu Lankin. El buque transportaba un cargamento de armas y municiones para los combatientes del Irgún.

## Contexto

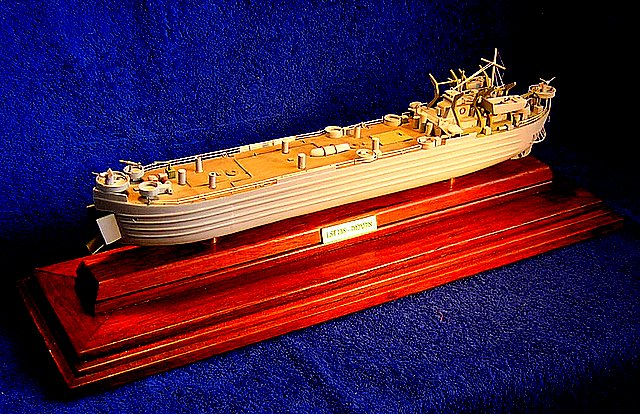
Maqueta del Altalena

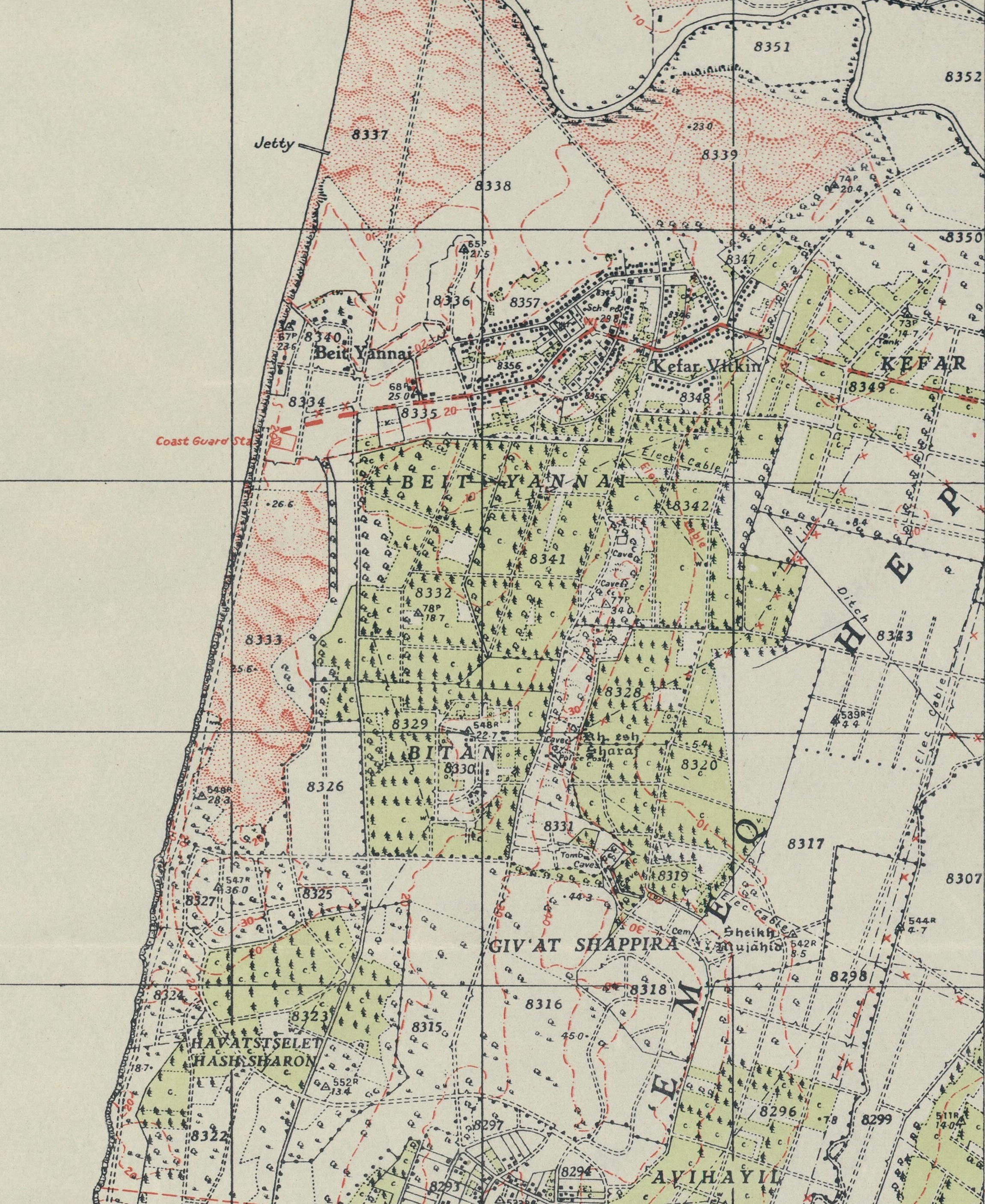
Kfar Vitkin 1949 1:20.000, embarcadero donde descargó el Altalena.

A medida que el Mandato británico de Palestina fue llegando a su fin y tras la votación de la Asamblea General de las Naciones Unidas que recomendaba el Plan de Partición para el Mandato, que tuvo lugar el 29 de noviembre de 1947, empezó una guerra civil en Palestina, posteriormente, los líderes de la comunidad judía en Palestina, proclamaron la independencia del Estado de Israel el 14 de mayo de 1948. La declaración de independencia fue seguida por el establecimiento de un gobierno provisional, así como la creación de las Fuerzas de Defensa de Israel (FDI). El proceso de absorción de todas las organizaciones militares en el ejército israelí resultó complicado, y varios grupos paramilitares continuaron activos fuera de las FDI. Uno de los mayores grupos, el Irgún, planeaba enviar armas y combatientes al estado recién formado. Los planes incluían un buque rebautizado Altalena (un seudónimo del líder sionista Zeev Jabotinsky) y una fecha límite para la llegada del barco desde Europa se fijó para mediados de mayo de 1948. El Altalena, el ex buque de desembarco USS LST-tanque de 138, adquirido por los miembros del Irgun, Gershon Hakim, Stawsky Stavsky, y Victor Ben-Nachum, inicialmente estaba destinado a llegar a Israel el 15 de mayo de 1948, cargado de combatientes y equipo militar. 
Armas por valor de 153 millones de francos fueron donadas por el gobierno francés, de conformidad con un acuerdo secreto aprobado por el Ministro de Asuntos Exteriores francés Georges Bidault. El texto exacto del acuerdo no se ha encontrado, y la motivación francesa no está clara. Sin embargo se sabe que Bidault estaba muy preocupado por la posibilidad de una toma de control jordano de Jerusalén. El Jefe Adjunto del Estado Mayor, el general Henri Coudraux, que estuvo involucrado en la operación, dijo a una investigación de 1949 que Francia había "llegado a un acuerdo secreto con el Irgún".
Según el biógrafo de Begin, Daniel Gordis, los asuntos organizativos tardaron más de lo esperado y la navegación se pospuso durante varias semanas. Mientras tanto, el 1º de junio se había firmado un acuerdo para la integración del Irgún en las FDI y una de las cláusulas establecía que el Irgún tenía que cesar todas las actividades independientes de adquisición de armas. En consecuencia, los representantes del Gobierno de Israel fueron informados sobre el buque y de su programa de navegación. 
El cuartel general del Irgún en París hizo todo lo posible para mantener en secreto los preparativos del Altalena para la salida, pero fue difícil ocultar el movimiento de 940 hombres y la carga de una gran cantidad de armas y municiones. Se temía que si se descubrían los planes, se podrían hacer intentos de sabotear el Altalena en el mar.
Por esta razón, cuando se levó anclas el 11 de junio, no se envió ningún cable al comando del Irgun en Israel, por temor a que cayera en manos equivocadas. Estas medidas de precaución resultaron infructuosas, y al día siguiente Radio Londres informó de que el Altalena había zarpado de Port-de-Bouc, Francia, en dirección a Israel con 940 voluntarios judíos y una gran cantidad de armas a bordo.
La primera tregua en la Guerra árabe-israelí de 1948 también había comenzado el 11 de junio y cuando los líderes del Irgun en Israel se enteraron a través de la transmisión de Radio Londres del embarque del buque, temieron que la violación de las condiciones de tregua (es decir, la prohibición de traer equipos militares y combatientes al país) se revelara (aunque al final, estos aspectos de la tregua fueron ignorados por ambas partes). Por lo tanto, Menachem Begin decidió posponer la llegada de la nave, y la secretaria de la comandancia del Irgún, Zippora Levi-Kessel, envió un mensaje telegráfico al Altalena para que se quedara quieto y a la espera de órdenes. Un cable similar fue enviado a Shmuel Katz (miembro del Cuartel General), que estaba entonces en París, pero el barco ya había zarpado el día anterior de que el mensaje llegara. 
El 15 de junio, Begin y sus camaradas celebraron una reunión con representantes del gobierno, en la que Begin anunció que el barco ya había zarpado sin su conocimiento y que quería llevar a cabo consultas sobre cómo proceder. En su diario de 16 de junio, David Ben-Gurión, jefe del gobierno provisional, escribió lo siguiente acerca de la reunión:

Yisrael [Galili] y Skolnik [Levi Eshkol] se reunieron ayer con Begin. Mañana o o pasado mañana llegará su barco: 4.500 toneladas, con 800-900 hombres, 5.000 rifles, 250 ametralladoras Bren, 5 millones de balas, 50 bazookas, 10 Bren Carrier. Zipstein (director del puerto de Tel Aviv) supone que por la noche será posible descargarlo todo. Creo que no debemos poner en peligro el puerto de Tel Aviv. No deben ser enviados de vuelta. Deben ser desembarcados en una playa desconocida.

Galili informó a Begin del consentimiento de Ben-Gurion para el desembarco, añadiendo una solicitud para que se haga lo más rápido posible. Zippora Levi-Kessel luego llamó por radio al buque para que venga a toda velocidad. Al día siguiente, se celebró una reunión de trabajo entre representantes del Irgún y personal del Ministerio de Defensa. Mientras que el Irgún propuso dirigir el Altalena a la playa de Tel Aviv, los representantes del Ministerio de Defensa afirmaron que la playa de Kfar Vitkin era preferible, ya que sería más fácil evadir a los observadores de la ONU allí. Por lo tanto, el barco recibió instrucciones de dirigirse a Kfar Vitkin.

## Confrontación con las FDI

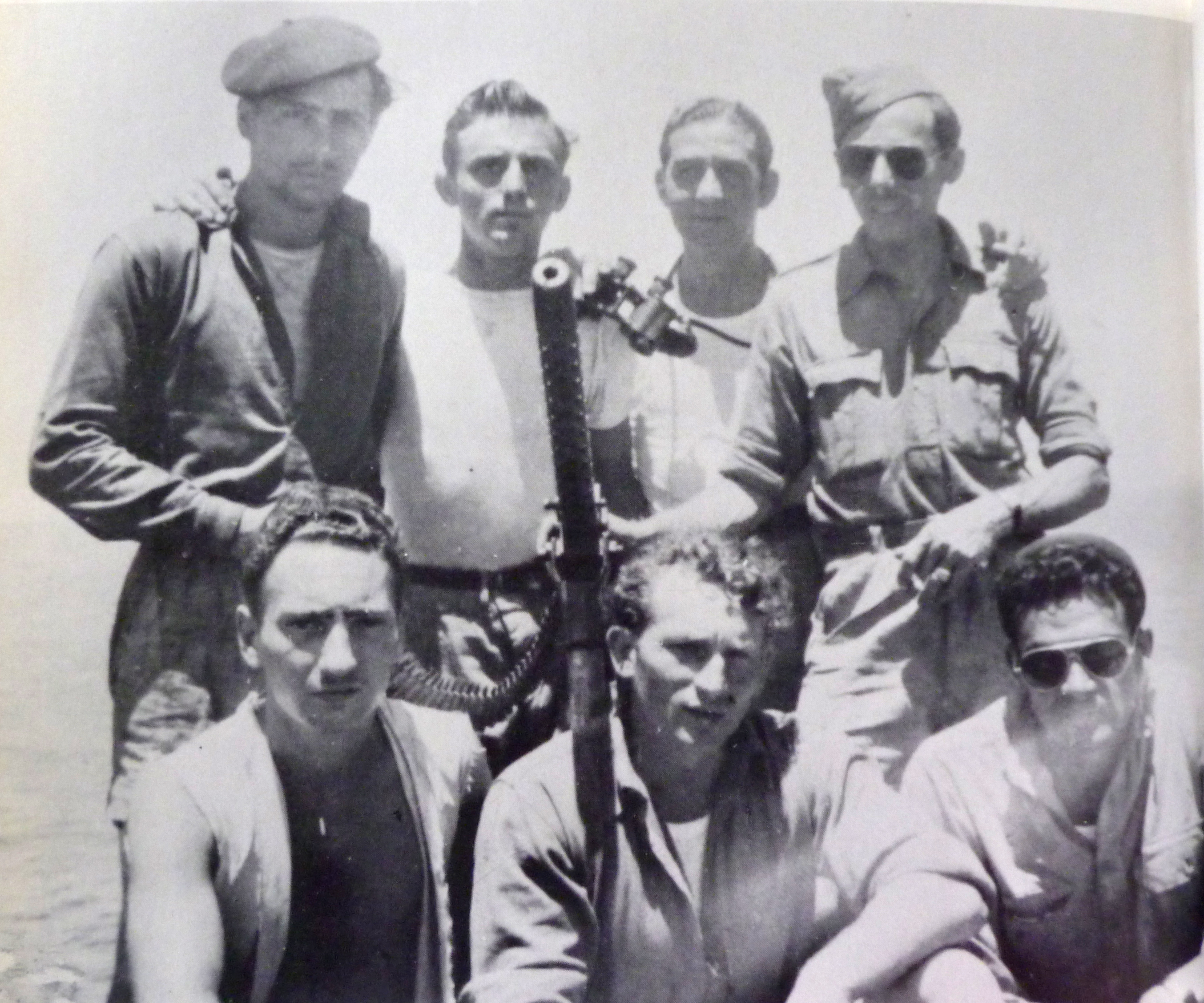
Algunos miembros de la tripulación del Altalena, incluido el capitán Monroe Fein (fila inferior en el centro).

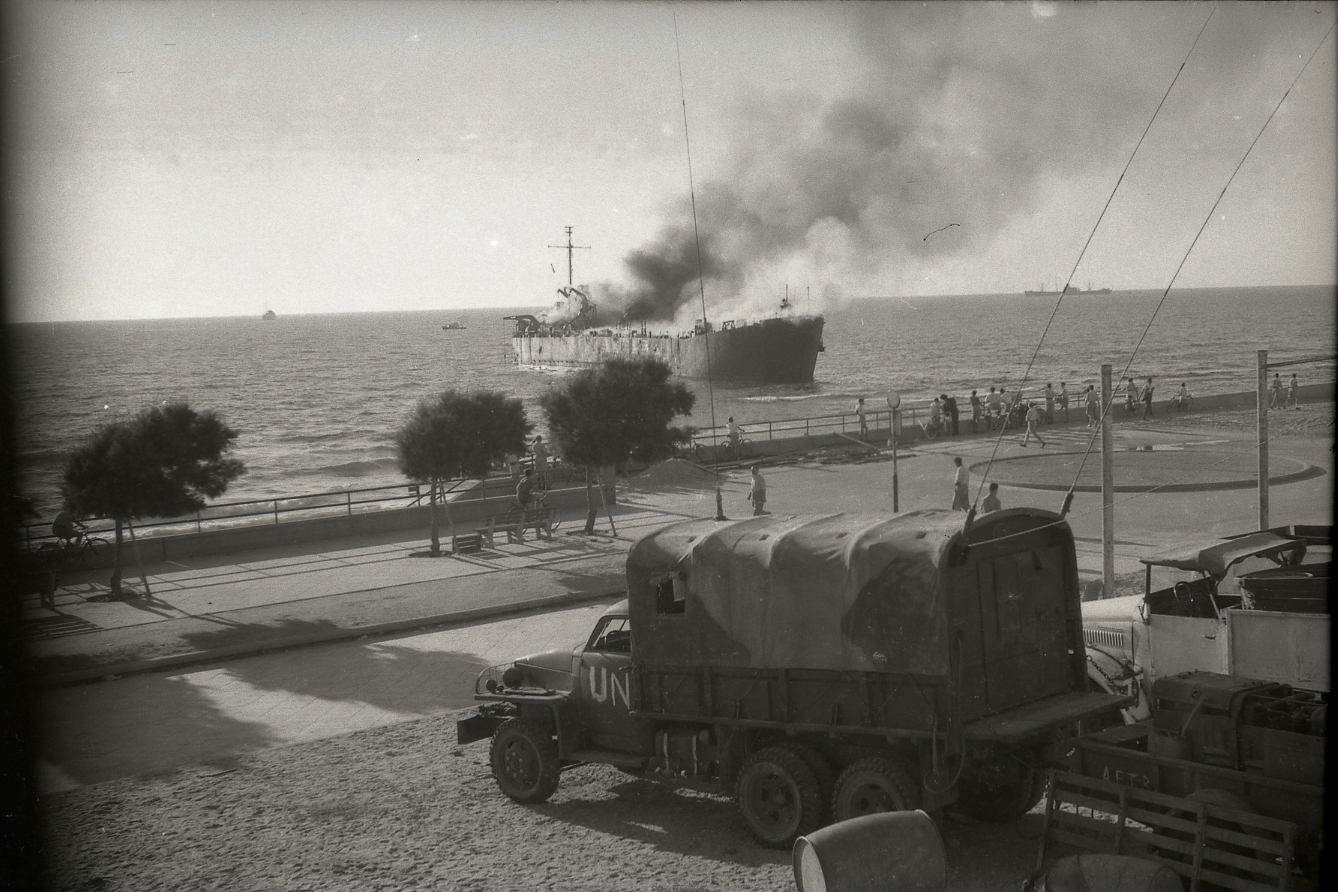
Altalena ardiendo cerca de la orilla.

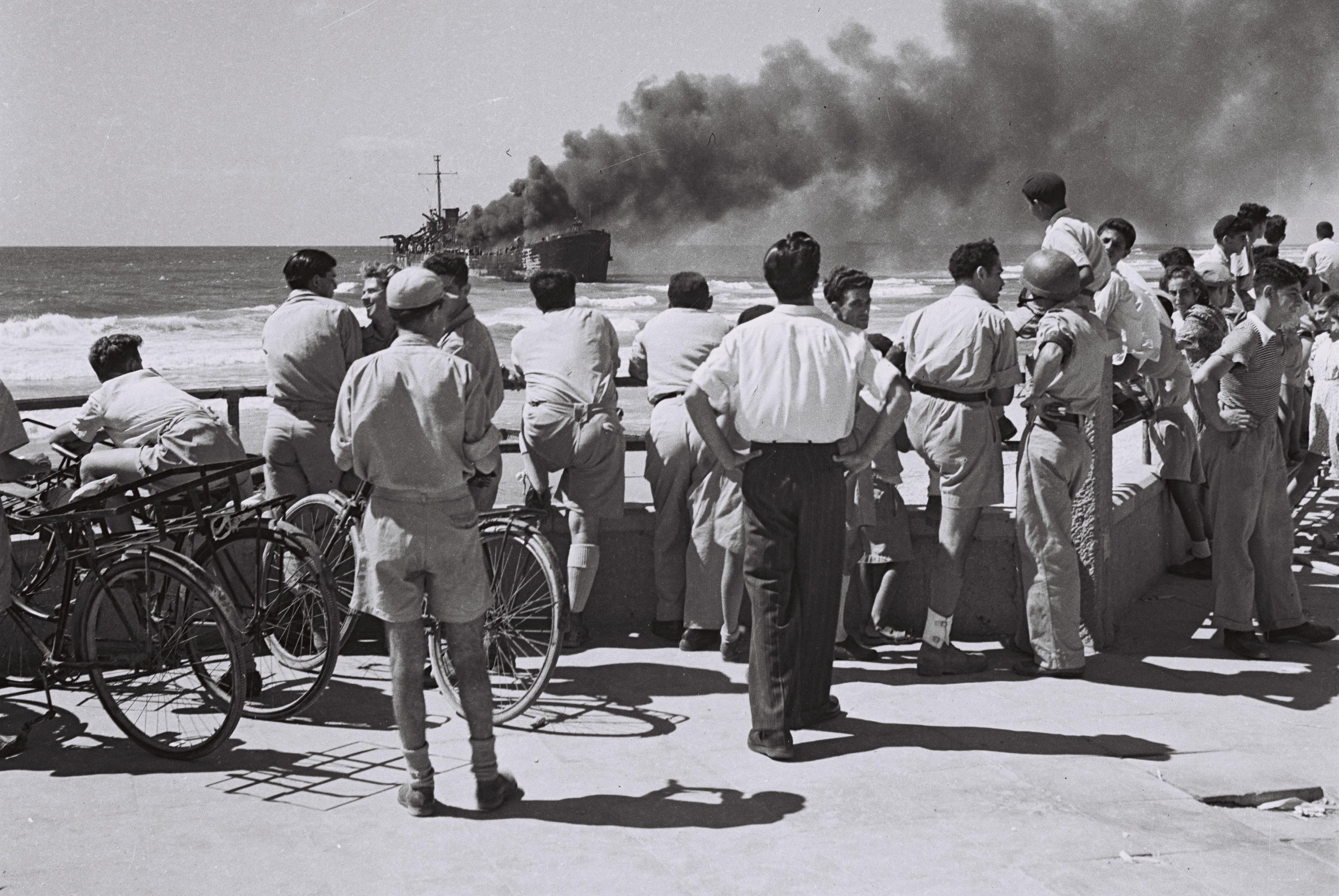
Gente mirando el barco en llamas.

Intensas negociaciones entre los representantes del gobierno provisional (encabezado por Ben Gurión) y el Irgún (dirigido por Beguin), siguieron a la salida del buque Altalena de Francia. Entre los temas tratados estuvieron la logística de desembarco del buque y la distribución de la carga entre las organizaciones militares. Si bien hubo acuerdo sobre el lugar de anclaje del Altalena, hubo diferencias de opinión sobre la asignación de la carga. Ben-Gurion accedió a la solicitud inicial de Beguin de que el 20% de las armas se enviarían al batallón del Irgún en Jerusalén, que aún combatía de forma independiente. Su segunda petición, de que el resto se transfiera a las FDI para dotar a los recién incorporados batallones del Irgún, fue rechazada por los representantes del gobierno, quienes interpretaron la petición como una exigencia para reforzar un "ejército dentro del ejército."
El Altalena llegó a Kfar Vitkin en la tarde del domingo, 20 de junio, fue recibido por Menachem Beguin y un grupo de miembros del Irgún en la orilla. Simpatizantes del Irgún de la cercana ciudad de Netanya y residentes de la aldea pesquera de Mikhmoret se reunieron en la playa para ayudar a descargar la carga. Después de que el barco anclara, 940 pasajeros desembarcaron y fueron llevados a un campamento del ejército para su incorporación a las FDI. Las armas se descargaron durante toda la noche. En total, se descargaron 2.000 rifles, dos millones de municiones, 3.000 proyectiles y 200 ametralladoras Bren en Kfar Vitkin. Paralelamente a los acontecimientos en Kfar Vitkin, el gobierno se había reunido en Tel Aviv para su reunión semanal. Ben-Gurion informó sobre las reuniones que habían precedido a la llegada del buque Altalena y se mantuvo firme en que Beguin entregara las armas:

Debemos decidir si entregamos el poder a Beguin u ordenarle que cese sus actividades por separado. ¡Si no lo hace, abriremos fuego! De lo contrario, debemos decidir dispersar a nuestro propio ejército.

El debate terminó con una resolución para facultar al ejército a utilizar la fuerza si era necesario. La implementación de la orden fue asignada a la Brigada Alexandroni comandada por Dan Even (Epstein), que al día siguiente rodeó el área de Kfar Vitkin con dos regimientos del Tzahal, equipados con vehículos blindados y artillería. Además, la Armada israelí desplegó tres corbetas frente a Kfar Vitkin. Incluso emitió el siguiente ultimátum:

Para Menájem Beguín, Por orden especial del Jefe del Estado Mayor de las Fuerzas de Defensa de Israel, estoy facultado para confiscar las armas y los materiales militares que han llegado a la costa israelí en la zona de mi jurisdicción en nombre del Gobierno de Israel. He sido autorizado para exigirle que me entregue las armas para su custodia y para informarle que debe establecer contacto con el mando supremo. Usted está obligado a llevar a cabo esta orden de inmediato. Si usted no acepta llevar a cabo esta orden, utilizaré todos los medios a mi disposición para implementar la orden y requisar las armas que han llegado a la costa y transferirlas de la posesión privada a la posesión del gobierno de Israel. Deseo informarle de que toda la zona está rodeada de unidades militares y vehículos blindados totalmente armados, y todas las carreteras están bloqueadas. Le hago plenamente responsable de cualquier consecuencia en caso de que se niegue a cumplir esta orden. A los inmigrantes desarmados, se les permitirá viajar a los campos de refugiados de acuerdo a sus arreglos. Tienen diez minutos para darme su respuesta.
D.E., Comandante de la Brigada Alexandroni.

El ultimátum fue hecho, según Even, "para no dar tiempo al comandante del Irgún para largas consideraciones y para obtener la ventaja de la sorpresa." Beguin no respondió. Afirmando que necesitaba más tiempo, se dirigió a Netanya para consultar directamente con los líderes del gobierno. Se produjo un enfrentamiento entre las FDI y los miembros del Irgun en la playa cuando un avión de observación de la ONU sobrevoló y registró el incidente. Al no llegar a un acuerdo, Beguin regresó a la playa y consultó con sus oficiales. Al comenzar la noche, estalló el fuego de los fusiles. Qué bando disparó primero es un tema de disputa. Hillel Kook, un testigo ocular, afirmó que fue el Irgun, que disparó hacia el mar para demostrar su voluntad de resistir. Cuando comenzaron los combates, Beguin huyó al Altalenaen un bote de remos, bajo el fuego de las corbetas en alta mar, y el capitán Fein maniobró el Altalenapara proteger a Beguin, permitiéndole abordar a salvo. En tierra, los combatientes del Irgún se vieron obligados a rendirse. Las FDI sufrieron dos muertos y seis heridos, mientras que el Irgún sufrió seis muertos y dieciocho heridos. A fin de evitar un mayor derramamiento de sangre, los residentes de Kfar Vitkin iniciaron negociaciones entre Yaakov Meridor (adjunto de Beguin) y Dan Even que terminaron en un alto el fuego general y la transferencia de las armas en tierra al comandante local del ejército israelí.
Mientras tanto, Beguin ordenó al Altalena que navegara a Tel Aviv, donde había más partidarios del Irgún. A las 9:35 pm, el Altalena comenzó a navegar hacia Tel Aviv. Muchos miembros del Irgún, que se habían unido a las FDI a principios de ese mes, abandonaron sus bases y se reunieron en la playa. Comenzaron a circular rumores de que el Irgún estaba planeando un golpe militar.
Según el libro Altalena del periodista y analista político Shlomo Nakdimon, Ben Gurión ordenó a la Fuerza Aérea Israelí hundir el barco en alta mar, mucho antes de que se acercara a la costa, esto habría resultado en una pérdida de vidas mucho mayor a bordo. Gordon Levett, un piloto voluntario del programa Mahal, escribió en su libro Flying Under Two Flags que Heiman Shamir, subcomandante de la Fuerza Aérea, trató de convencer a los voluntarios pilotos no judíos para que atacaran la nave. Sin embargo, tres pilotos se negaron a participar en la misión, uno de ellos dijo: "Puedes besar mi pie. No perdí a cuatro amigos y volé 10.000 millas para bombardear a los judíos".
Altalena en llamas después de ser bombardeada, cerca de Tel-Aviv, Beguin por su parte se había abordado el Altalena, que se dirigía a Tel Aviv, donde el Irgún tenía más seguidores. Muchos miembros del Irgun, que se unieron al ejército israelí a principios de mes, salieron de sus bases y se concentró en la playa de Tel Aviv. Un enfrentamiento entre ellos y las unidades de las FDI comenzaron. En respuesta, Ben-Gurión ordenó Yigael Yadin (actuando Jefe de Estado Mayor) para concentrar grandes fuerzas en la playa de Tel Aviv y tomar el barco por la fuerza. Artillería pesada fueron trasladados a la zona y las cuatro de la tarde, Ben-Gurion ordenó el bombardeo de la Altalena. Uno de los proyectiles impactaron la nave, que comenzó a arder. Yigal Allon, comandante de las tropas en la orilla, afirmó más tarde sólo cinco o seis proyectiles fueron disparados, como disparos de advertencia, y el barco fue golpeado por accidente. 
Había peligro de que el fuego se extendiera a las bodegas que contenían explosivos, y el capitán Monroe Fein ordenó a todos a bordo de abandonar el barco. La gente se lanzó al agua, mientras que sus compañeros en tierra se dispuso a reunirse con ellos en balsas. Aunque el capitán Fein, ondeaba la bandera blanca de rendición, automática de incendios sigue dirigirse a los sobrevivientes desarmados nadando en el agua. Beguin, que fue en la cubierta, accedió a abandonar el barco sólo después de que el último de los heridos habían sido evacuado. Dieciséis combatientes Irgun fueron muertos en el enfrentamiento con el ejército (todos menos tres eran miembros veteranos y los recién llegados no en el barco), seis fueron asesinados en la zona de Kfar Vitkin y diez en la playa de Tel Aviv. Tres soldados de las FDI resultaron muertos: dos en Kfar Vitkin y uno en Tel Aviv. 
Después del bombardeo del Altalena, más de 200 combatientes Irgun fueron arrestados. La mayoría de ellos fueron puestos en libertad varias semanas después, con la excepción de los cinco comandantes de alto rango (Moshe Hason, Eliyahu Lankin, Meridor Yaakov, Amitzur Bezalel, y Hillel Kook), que fueron detenidos durante más de dos meses, hasta el 27 de agosto de 1948. Los soldados del Irgun estaban plenamente integrados con las FDI y no se mantienen en unidades separadas. Un año más tarde, Altalena fue puesto a flote, remolcado 15 millas mar adentro y se hundió.

## Intenciones tempranas para atacar la nave y la desobediencia de las FDI
Según el libro de Shlomo Nakdimón, el "Altalena", Ben-Gurión ordenó a la Fuerza Aérea Israelí hundir el barco en alta mar, antes de que el buque pudiera llegar a acercarse a las costas israelíes. Esto habría resultado en una pérdida mucho mayor de vidas humanas a bordo del buque. Gordon Levett, un piloto voluntario del programa Mahal, escribió en su libro "Volando bajo dos banderas" que Heiman Shamir, un comandante de la Fuerza Aérea Israelí, trataron de convencer a los pilotos no judíos voluntarios de que debían atacar al buque. Sin embargo, tres pilotos se negaron a participar en la misión, uno de ellos dijo: 

"Usted me puede besar el pie. No he perdido a cuatro amigos y he volado 10.000 millas para bombardear a judíos".

La opción de un ataque aéreo contra el barco fue descartada y el Ejército Israelí optó por usar la artillería. El primer artillero que recibió la orden de disparar contra el barco, Yosef Aksen, se negó, diciendo que estaba dispuesto a ser ejecutado por insubordinación y que esto sería "lo mejor que había hecho en su vida." El siguiente artillero, Hillel Dalesky, protestó al principio, pero luego cedió y disparó contra el buque, a continuación la nave se incendió.

## Consecuencias

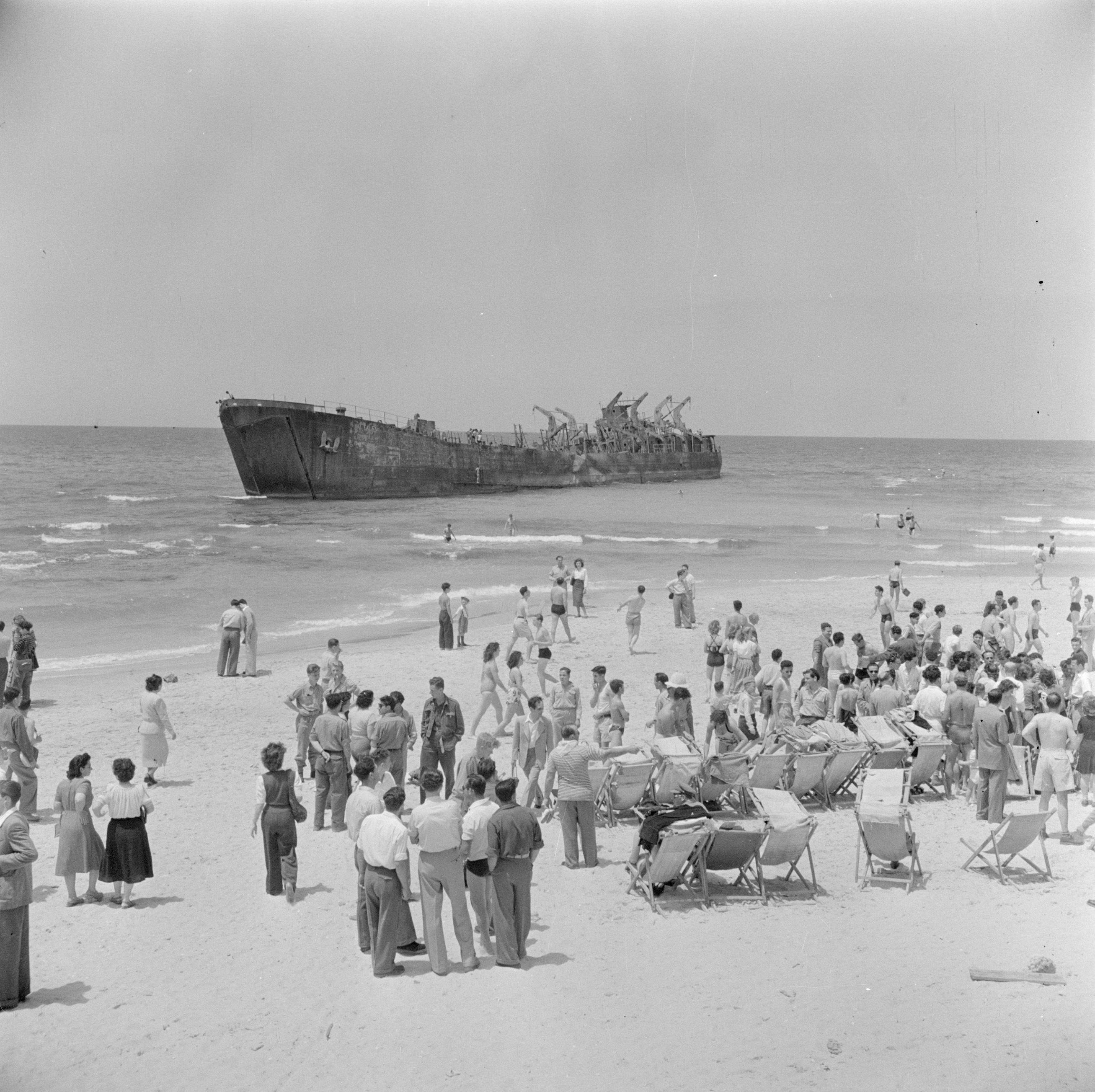
El Altalena quemado cerca de la playa, 1948.

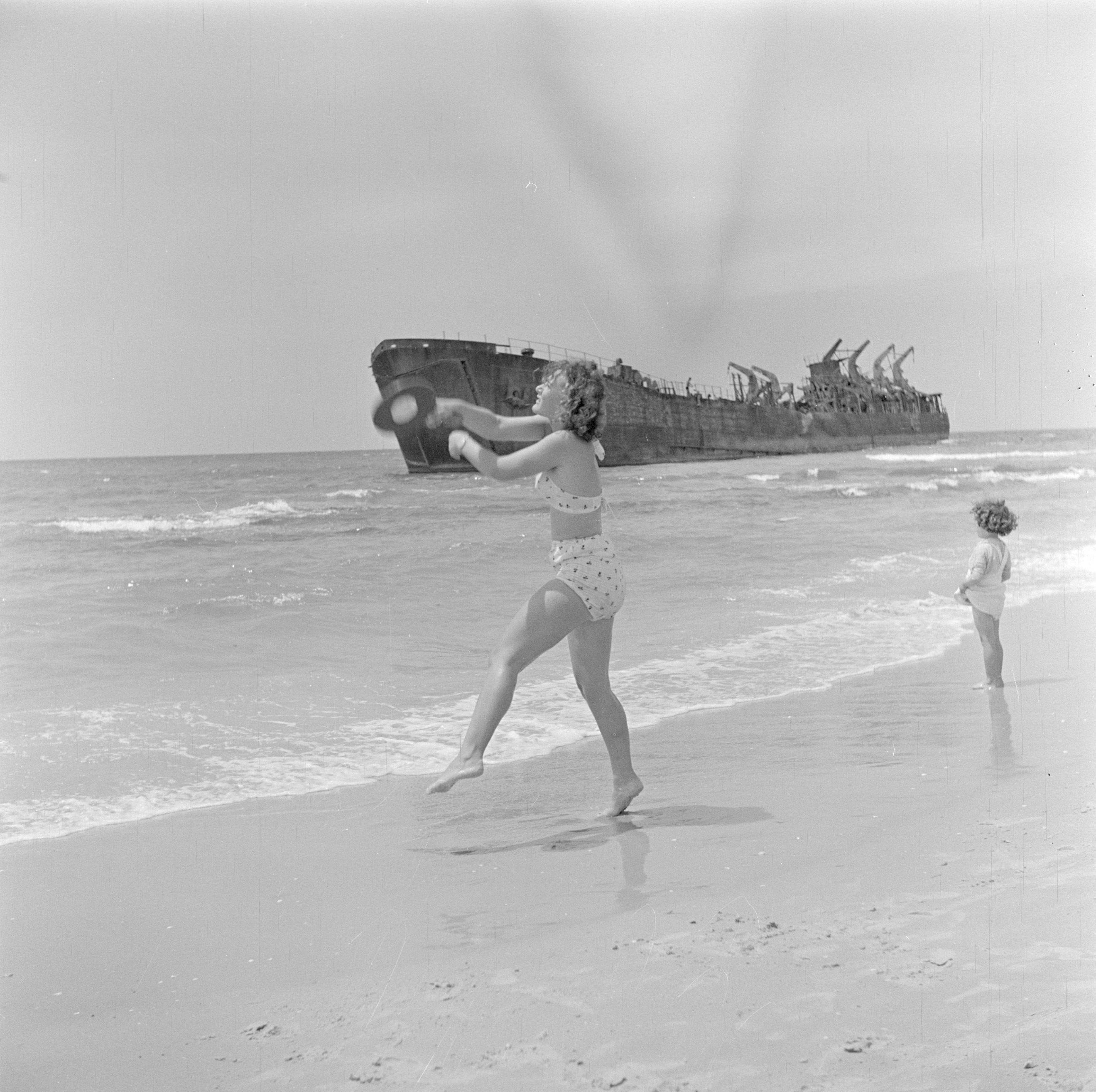
Gente en la playa, el Altelena quemado al fondo, 1948.

El caso Altalena expuso las profundas divisiones entre las principales facciones políticas existentes en Eretz Israel y todavía actualmente, se hace referencia en los medios de comunicación israelíes al incidente del buque Altalena, para ilustrar el debate moderno en cuanto al uso de la fuerza por parte del gobierno israelí contra los rivales políticos y sobre si ello es legítimo. Los proponentes de las acciones de Ben-Gurion apoyaron su actuación como una acción esencial para establecer la autoridad del gobierno israelí y desalentar el faccionalismo, el golpismo y la formación de ejércitos rivales. Esto es coherente con otras acciones que tomó el primer ministro israelí, como la disolución del Palmaj, el cuerpo de élite de la fuerza de autodefensa judía Haganá, ese mismo año. Por otra parte, los partidarios de Ben-Gurion han argumentado que el Estado debe tener el monopolio sobre el uso de la fuerza (véase a Max Weber para una discusión detallada sobre este tema). El Irgún, al tratar de importar armas de guerra para usarlas como parte de una milicia privada, podía de alguna manera socavar la autoridad y legitimidad del nuevo Estado de Israel.
Los opositores condenaron lo que consideraban como una violencia innecesaria y afirmaron que las oportunidades para una solución pacífica se vieron frustrados intencionalmente por Ben Gurión y los altos oficiales de las FDI, y que Ben Gurión utilizó al ejército israelí para perseguir a su oponente político Menajem Beguin, que no tenía la intención ni la capacidad de plantear una amenaza militar seria para el gobierno de Ben Gurión (unos pocos miles de combatientes en comparación con una fuerza de 100.000 efectivos de las FDI). 
Según sus partidarios, Menajem Beguin sólo quería fortalecer a las fuerzas del Irgún, ya que en ese preciso momento dichas fuerzas, estaban lanzando una ofensiva para defender la Ciudad vieja de Jerusalén, aunque finalmente esta fue conquistada por las fuerzas de la Legión Árabe, (así eran llamadas las Fuerzas Armadas de Jordania), sin embargo, los esfuerzos de Beguin, fueron obstaculizados supuestamente por las interferencias políticas del Primer ministro David Ben Gurión.
Mientras que el transcurso de los eventos se ha desvanecido en la historia, el debate sobre el Altalena en Israel se ha vuelto menos intenso, aunque se vio reavivado por un corto tiempo, cuando el Likud, encabezado por Menajem Beguin ganó las elecciones de 1977. En el sexagésimo aniversario del incidente, fue inaugurado un monumento conmemorativo en la playa de Tel Aviv en homenaje al Irgún y a sus seguidores y mencionando a los miembros del Irgún. En una ocasión Beguin dijo: 

"Mi mayor logro es que no hayan tomado represalias y haber evitado una guerra civil".

Años más tarde, en vísperas de la Guerra de los Seis Días, en junio de 1967 (cuando Levi Eshkol fue el primer ministro), Menajem Beguin se unió a una delegación que visitó el Kibutz Sde Boker, para pedir a David Ben Gurión que regresara y aceptara la presidencia de nuevo. Después de esa reunión, Ben Gurión dijo que si hubiera podido dialogar antes con Beguin, la historia habría sido diferente.

## Legado
Una ceremonia de conmemoración del incidente Altalena se celebra anualmente, a la que asisten principalmente los familiares de las víctimas y diferentes personalidades políticas de la nación de Israel. En 2011, unas invitaciones distribuidas por el Ministerio de Defensa de Israel, utilizaban la palabra "asesinados" en referencia a los combatientes del Irgún que perdieron la vida en el incidente del Altalena, lo que implicaría que Ben Gurión, Isaac Rabin y las FDI, habrían supuestamente cometido un asesinato. El ministro de Defensa, Ehud Barak, se refirió al incidente del buque Altalena como un grave error que debe ser investigado y corregido. El ex-Presidente de Israel, Reuven Rivlin, dijo en la ceremonia conmemorativa que el incidente del Altalena fue un crimen imperdonable.